# Campeonato Mundial de Patinaje Artístico sobre Hielo de 1924
El XXII Campeonato Mundial de Patinaje Artístico se realizó en Mánchester (concurso masculino y por parejas) entre el 26 y el 27 de febrero y en Oslo (concurso femenino) entre el 16 y el 17 de febrero de 1924 bajo la organización de la Unión Internacional de Patinaje sobre Hielo (ISU), la Federación Británica de Patinaje sobre Hielo y la Federación Noruega de Patinaje sobre Hielo. 

## Resultados

### Masculino
| Puesto | Nombre           | País    | Puntos |
| ------ | ---------------- | ------- | ------ |
| Oro    | Gillis Grafström | Suecia  | 5      |
| Plata  | Willy Böckl      | Austria | 10     |
| Bronce | Ernst Oppacher   | Austria | 22     |

### Femenino
| Puesto | Nombre             | País           | Puntos |
| ------ | ------------------ | -------------- | ------ |
| Oro    | Herma Planck-Szabo | Austria        | 5      |
| Plata  | Ellen Brockhöfft   | Alemania       | 12     |
| Bronce | Beatrix Loughran   | Estados Unidos | 16     |

### Parejas
| Puesto | Nombre                           | País        | Puntos |
| ------ | -------------------------------- | ----------- | ------ |
| Oro    | Helene Engelmann / Alfred Berger | Austria     | 5      |
| Plata  | Ethel Muckelt / John Page        | Reino Unido | 10     |
| Bronce | Elna Henrikson / Kajaf Ekström   | Suecia      | 15     |

## Medallero
| Núm. | País           | Oro | Plata | Bronce | Total |
| ---- | -------------- | --- | ----- | ------ | ----- |
| 1    | Austria        | 2   | 1     | 1      | 4     |
| 2    | Suecia         | 1   | 0     | 1      | 2     |
| 3    | Alemania       | 0   | 1     | 0      | 1     |
| 3    | Reino Unido    | 0   | 1     | 0      | 1     |
| 5    | Estados Unidos | 0   | 0     | 1      | 1     |
|      | TOTAL          | 3   | 3     | 3      | 9     |

| Predecesor: Austria - Noruega 1923 | Campeonato Mundial de Patinaje Artístico sobre Hielo 1924 | Sucesor: Austria - Suiza 1925 |

- Datos: Q1318794